# 狀態監測
狀態監測（Condition monitoring）是針對機器狀態參數（例如溫度、振動）的監測，目的是為了根據參數變化判斷機器是否會有異常，一般是偵測機器可能發生異常的參數大幅變化。狀態監測是预测性维护的主要內容之一。使用狀態監測可以在發生損壞之前及時進行保養或是其他措施，也避免損壞所造成的結果。狀態監測的好處是可以提早發現一些會降低壽命的條件，而不是在真正造成失效之後才知道。狀態監測常用在轉動設備、輔助系統或其他機械（例如壓縮機、泵、发动机、內燃機、沖床等），而針對沒有機構運動的設備（例如锅炉、管路、换热器）則會進行定期性的檢測，例如无损检测（NDT）技術或是fit for service（FFS）。

## 狀態監測技術
以下列出工業及運輸業常用的狀態監測技術：
- 振動分析及診斷[2]
- 潤滑劑分析[3]
- 声发射（空中超聲）
- 紅外熱成像[4]
- 超聲測試（材料厚度及缺陷測試）
- 馬達狀態監測以及馬達電流特徵分析（motor current signature analysis、MCSA）
- 基於模型的電壓電流系統（Model-based voltage and current systems、MBVI systems）

美國材料和試驗協會及國際標準化組織已逐漸的將大部份的狀態監測編入相關標準中。

## 轉動設備
轉動設備是工業上的雨傘術語，包括齒輪組、往復運動的設備及離心運動的設備。
最常用在轉動設備上的分析方法是振動分析。 
量測可以在機械的軸承外殼上加裝加速規（振動或是壓電感測器）來量測外殼的振動，在最重要的關鍵機器上，可以用渦電流感測器直接觀測軸的振動，來量測軸的徑向及軸向位移。可以將振动的程度和以往啟動、停機時的歷史資料相比對，有些情形來也可以建立標準，以評估其嚴重性。機械及零件的製造商也會依其機械設計或是其內部零件（例如軸承的故障頻率）定義其振動極限。
詮釋所解讀到的振動訊號是複雜的程序，需要專門的訓練及經驗。若使用最先進的技術，自動分析大部份的資料，之後提供峃關資料，就可以簡化此過程。常用的技巧是檢驗信號中的個別頻率成份。頻率可能會對應不同的機械零件（例如滾動軸承）或特定的異常（例如軸不平衡或是偏心）。透過檢查頻率以及其諧波，狀態監測專家可以識別發生問題的位置以及問題的種類，有時甚至可以找到根本原因。例如，對應轉動速度的高頻振動主要是因為殘留的旋轉不平衡所造成，進行平衡校正後就可以改善。另一方面，老化的滾動軸承會產生特定頻率的振動，而且會隨老化而更加嚴重。特殊的分析儀器可以在失效前幾週甚至幾個月就檢測到磨損，在發生故障前就提供警告以便更換零件，以免因設備損壞造成更長時間的停機。不過除了感測器及資料分析外，仍需要注意在複雜機械設備中，有80%的損壞是突然發生，和其零件或設備的生命週期無關。
現今使用的振動分析設備主要是用快速傅里叶变换（FFT），是一種特殊的离散傅里叶变换，可以將振動信號從時域型式轉換為頻域型式。不過，頻率分析（有時也稱為是頻域分析或是振動特徵分析）只是分析振動資訊的方式之一。頻率分析主要適用在滾動元件軸承的場合，而且其主要失效模式是因為軸承的退化，其特點是特徵頻率的上昇，而這些特徵和軸承幾何及結構有關。狀態監測技師會依機器的種類、其誤動作的特性、使用的軸承類型、；旋轉速度等因素，使用其他的診斷工具，例如檢驗機器軸上的時域信號、振動元件相位關係以及的時間標記（常稱為振動相位）、檢驗振動信號的歷史趨勢、振動的形狀，以及有關信號的其他資訊，也會需要其他有關製造的資訊，例如負載、軸承溫度、流率、閥的位置以及壓力，以進行精確的診斷。這對於使用流體軸承的機械格外重要。為了可以更容易的分析這些振動資料，振動分析師及機械診斷工程師已發展了許多數學工具來顯示機械問題以及其運轉特性，這些數學工具包括有波德圖、瀑布圖、极坐标系等。
針對一些非關鍵性的設備，或是電廠中的輔助設備，裝設固定式的線上振動偵測裝置不合乎成本考量，此時會用手持式的資料蒐集器以及分析儀。工作人員可以從許多機器蒐集資料，再將資料下載到電腦中，由分析師（或人工智慧）來檢查資料，看是否有表示故障或是即將故障的訊號。若是其他大型的，關鍵性的機器，其安全隱患、生產中斷「停機時間」、零件更換、或是其他失效會帶來相當的成本（依關鍵性指數決定），一般會使用固定式的監控系統來取代定期的手持式資料蒐集，不過其診斷方法及工具大致相近。
近來也有線上的狀態監測應用在重工業中，例如紙漿、造紙、採礦、石化以及發電廠等。
性能監控（Performance monitoring）是較少人知道的狀態監測技術，可以用在像泵浦及渦輪等轉動機械，也可以用在像鍋爐及熱交換器等靜止型設備。性能監控會需要量測物理量，量測的量可能是溫度、壓力、流量、速度、位移等，視機械種類而定。量測不需要有絕對性的精度，不過需要有可重覆性的資料，一般需量定期校正的測試設備，不過也有些配合分散控制系統（DCS）應用成功的例子。性能監控一般會和能源效率有密切關係，因此常用在蒸汽發電廠中。有時，可以用來估算何時是停機修理，以恢復性能的最佳時機。

## 其他技術
- 一般而言，目視檢查是狀態監測的基本組成之一，不過只有在檢查結果是可以依照文件上的指導方法量測並且評斷時，目視檢查才能算是狀態監測的一部份，若目視檢查要視為是狀態監測的一部份，需要搜集檢查時的結果以及條件，以便比對以前的量測以及後續的量測。若針對管路，單純目視檢查是否有裂痕，不能算是狀態監測，除非有量化數據支持此一檢查，並且以及和以前的檢查比較，才算是狀態監測。獨立於之前檢查的檢查只算是狀態評估（Condition Assessment），狀態監測需要將檢測結果和以前資料進行比對，並且依照比對結果產出其趨勢。
- 透過熱成像的无损检测可以發現設備表面的輕微溫度變化。熱是零件失效指標之一，特別是老化的電氣接子以及端子。熱成像已成功的用在高速軸承、流體軸承、輸送帶滾子以及儲存槽的狀態監測中。[12]。
- 潤滑油的懸浮碎片可以透過一些方式採集（例如過濾器或是磁性碎片偵測器），再用扫描电子显微镜採集影像。儀器乭以分析碎片的成份、大小以及形態。甚至可以找到機械的失效機制以及最終可能會失效的時間。此方法稱為磨損碎片分析（Wear Debris Analysis），簡稱WDA。
- 磨損碎片感測器可以感測潤滑油中鐵系以及非鐵系的碎片，可以知道許多有關設備狀態的資訊。透過監控在設備生命週期中，碎片的種類以及變化趨勢，可能可以在旋轉型設備（例如變速箱、渦輪）災難性失效之前提早發現異常。
- 油的光譜分析可以檢測油中的成份，可用來預測失效模式。例如油中有大量的矽及鋁表示有污垢或砂礫（矽酸铝）污染，若有大量的鐵表示有零件磨損。個別的元素可以提供一些資訊，但若出現多種元素，可能可以更精確的預測失效模式。例如內燃機的油中有出現鐵（襯裡）、鋁（活塞）及鉻（活塞環）的成份，表示上汽缸磨損[13]
- 超音波可以應用在高速及低速機械的狀態監測，也可以應用在高壓流體的場合。數位的超音波錶可以量測軸承中的高頻信號，表示為dBuV（分貝單位微伏特）的數值。也可以記錄此數值隨時間的變化趨勢，可以預測摩擦、衝擊或是其他軸承缺陷的變化。dBuV也可以用來預測需要再潤滑的時間。若運用妥當，超音波監控可以做為振動分析的一大輔助技術。

耳機也可以讓人類聽到超聲波。軸承中高音的「嗡嗡聲」表示其接觸面有缺陷。而在孔隙中高壓流體的部份堵塞會發出大量的超聲波噪音。超聲波也用在狀態監測的震波法則中。
- 性能分析，比對實際機器和理想模型的效率、性能等資料。一般而言，讀值的差異是因為機器老化所造成。離心泵是數量僅次於馬達的常用機械。在工作點附近，用可重複測試的儀器進行簡單的水頭-流量測試，就是一種狀態監測的方式，已長期應用在一些離心泵設備上，不過仍在繼續推廣中。此方法的延伸可以計算泵检修的最佳時間，方式是根據泵检修的成本以及因為泵摩損而增加的能耗，找到最佳的更換時機。航空燃气轮机也通常使用性能分析，一般是製造商（例如罗尔斯·罗伊斯股份有限公司）定期的監控飛機的發動機組，此服務會在長期服務協議（LTSA）或是Total Care方案（TCP）中。

## 關鍵指數
關鍵指數是在評估一個機械的狀態監測程度時，考慮機械的用途、冗餘程度（若此機械損壞，是否有其他機械可以取代其功能）、維修成本、停線的影響、健康、安全工程、環境因素及其他重要因素後得到的指數。所有的機械可以依照關鍵指數分為以下三類： 
1. 關鍵機械（Critical machinery）：此機械是工廠或是製程的核心，若此機械不運作，工廠或是製程也就無法運作。此類的機械包括發電廠的蒸氣渦輪機或是氣渦輪機、石油鑽井平台上的原油出口泵或是煉油廠的裂化裝置。因為關鍵機械是製程的核心，應該要不計成本的設法全程進行狀態監測，搜集到的資料越多越好，而且機械一般也會包括在工廠保險項目中。在可能的範圍內需量測其負載、壓力、溫度、外殼振動及位移、軸的軸向位移及徑向位移、速度以及其微分項等資訊。這些資訊會送到機械管理軟體中，可以找到這些歷史數據的趨勢，並且提供操作者像是性能相關資訊，甚至可以預知故障，並且在故障發生前就進行診斷。
2. 必要機械（Essential machinery）：此機械是製程的重要部份，不過若機械失效，製程仍可以正常運作。有冗餘的設備都屬於這一類。假如關鍵機械損壞時，為了有備案計劃，這些機械的測試及控制也是必要的。
3. 泛用或是廠內其他系統（balance of plant machines）：這是工廠或是製程中其他的機械，一般會用手持的資料搜集設備定期量測資料，以得知機械的健康程度。

## 延伸閱讀
- BS ISO 13372: "Condition monitoring and diagnostics of machines. Vocabulary" (2012)
- ISO. . The International Organization for Standardization (ISO). 2018.
- Simon R. W. Mills. . The British Institute of Non-Destructive Testing. 2010. ISBN 978-0-903132-39-8.
- Charles W. Reeves. . Coxmoor Publishing Co. 1998. ISBN 978-1-901892-00-0.
- Trevor M. Hunt & John S. Evans. . Coxmoor Publishing Co. 2008. ISBN 978-1-901892-05-5.
- BS ISO 13374: "Condition monitoring and diagnostics of machines. Data processing, communication and presentation (parts 1-3)" (2012)
- BS ISO 13381-1: "Condition monitoring and diagnostics of machines. Prognostics - General guidelines" (2004)
- ISO 20958:2013 Condition monitoring and diagnostics of machine systems -- Electrical signature analysis of three-phase induction motors （页面存档备份，存于）